# Zlatko Horvat
Pour les articles homonymes, voir Horvat.

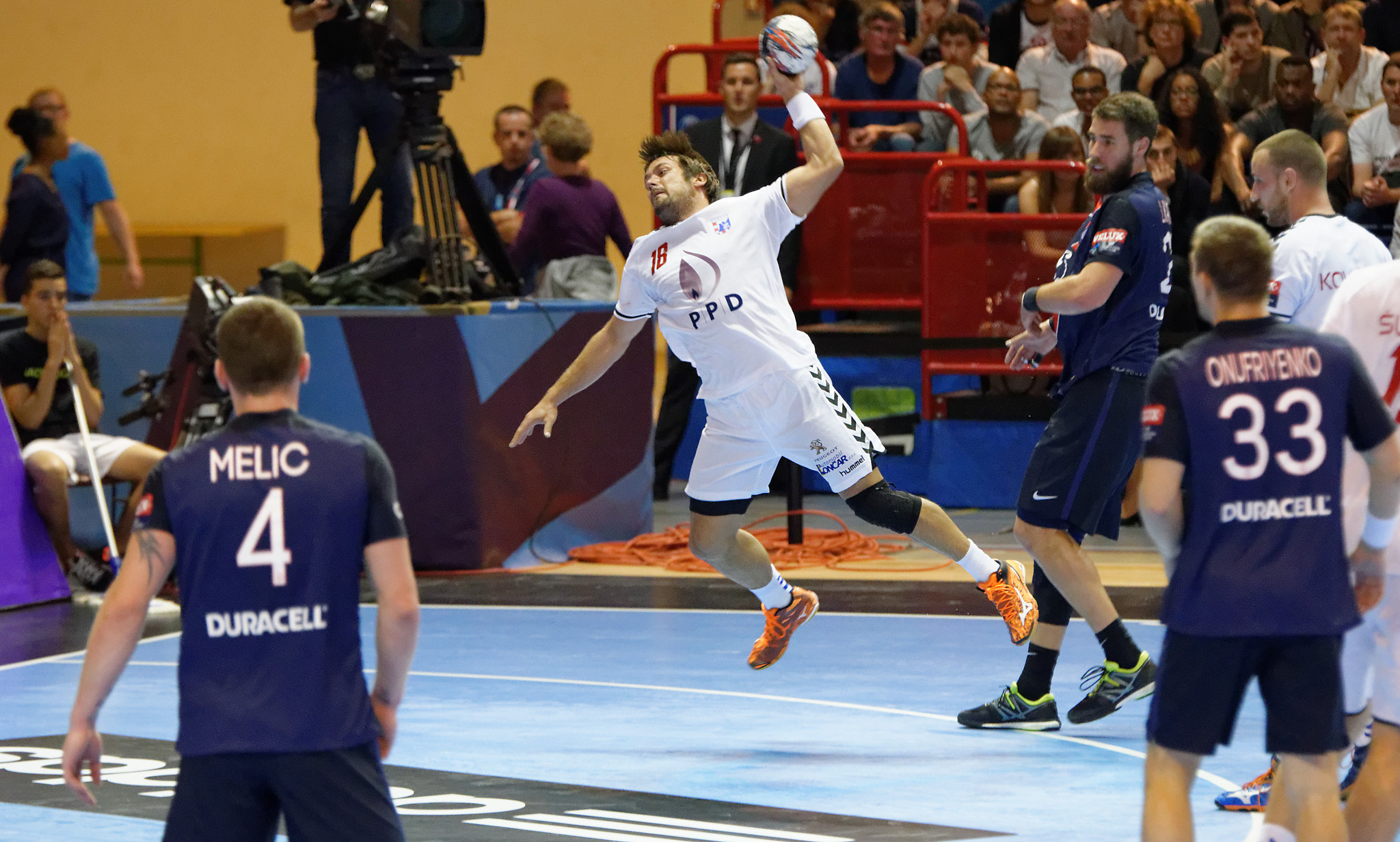
Zlatko Horvat au tir sous le maillot du RK Zagreb lors d'un match face au PSG, le 11 octobre 2015.

Zlatko Horvat, né le 25 septembre 1984 à Zagreb, est un handballeur international croate. Il évolue au poste d'ailier droit au RK Metalurg Skopje et en équipe nationale croate avec laquelle il a remporté sept médailles en compétitions internationales, mais aucune en or.

## Palmarès

### Club
Compétitions nationales
- Vainqueur du Championnat de Croatie (16) : 2003, 2004, 2005, 2006, 2007, 2008, 2009, 2010, 2011, 2012, 2013, 2014, 2015, 2016, 2017, 2018, 2019
- Vainqueur de la Coupe de Croatie (16) : 2003, 2004, 2005, 2006, 2007, 2008, 2009, 2010, 2011, 2012, 2013, 2014 , 2015, 2016, 2017, 2018, 2019

Compétitions internationales
- Vainqueur de la Ligue SEHA (1) : 2013
- Finaliste de la Coupe d'Europe des vainqueurs de coupe (1) : 2005

### Sélection nationale
Jeux olympiques
- 4e place aux Jeux olympiques de 2008 à Pékin
- Médaille de bronze aux Jeux olympiques de 2012 à Londres
- 5e place aux Jeux olympiques de 2016 à Rio de Janeiro

Championnats d'Europe
- 4e place au Championnat d'Europe 2006 en Suisse
- Médaille d'argent zu Championnat d'Europe 2008 en Norvège
- Médaille de bronze au Championnat d'Europe 2012 en Serbie
- 4e place au Championnat d'Europe 2014 au Danemark
- Médaille de bronze au Championnat d'Europe 2016 en Pologne
- 5e place au Championnat d'Europe 2018 en Croatie
- Médaille d'argent au Championnat d'Europe 2020 en Suède/Autriche/Norvège

Championnats du monde
- Médaille d'argent du Championnat du monde 2009 en Croatie
- Médaille de bronze au Championnat du monde 2013 en Espagne
- 6e place au Championnat du monde 2015 au Qatar
- 4e place au Championnat du monde 2017 en France
- 6e place au Championnat du monde 2019 au Danemark et en Allemagne